# تعلم شخصي
يشير ان كل من التعلم الشخصي والتعليم الفردي وبيئة التعلم الشخصية والتوجيه المباشر إلى الجهود المبذولة لتصميم التعليم وتلبية المتطلبات المختلفة للطلاب.

## نظرة عامة على التعلم الشخصي
ويعود استخدام مصطلح «التعلم الشخصي» إلى أوائل الستينيات على الأقل،  ولكن لا يوجد اتفاق واسع النطاق على تعريف ومكونات بيئة التعلم الشخصي. وحتى المهتمون للمفهوم يعترفون بأن التعلم الشخصي مصطلح متطور وليس لديه أي تعريف مقبول على النطاق الواسع.
وفي عام 2005، قد حدد دان باكلي نهايتين من طيف التعلم الشخصي: «التخصيص للمتعلم»، وحيث يقوم المعلم بتخصيص التعلم، «التخصيص من قبل المتعلم»، وحيث يطور المتعلم مهارات لتصميم تعلمه الخاص. وقد تم تبني هذا الطيف من خلال دليل مايكروسوفت العملي (2006) لتصور وتحويل التعليم إلى ما هو عليه.

## تعريفات
لقد حددت خطة تكنولوجيا التعليم الوطنية الأمريكية لعام 2017 إلى ان التعلم الشخصي على النحو التالي:
ويبيِن التعلم الشخصي إلى العلم الذي يتم فيه تحسين وتيرة التعلم والنهج التعليمي لاحتياجات كل متعلم. وقد تختلف أهداف التعلم والأساليب التعليمية والمحتوى التعليمي (وتسلسلها) بناءً على احتياجات المتعلم. وبالإضافة إلى ذلك، فإن أنشطة التعلم ذات مغزى وذات صلة بالمتعلمين، مدفوعة بمصالحهم، وغالبًا ما تبدأ ذاتيًا. وعادة ما يتم استخدام التكنولوجيا لمحاولة تيسير بيئة للتعلم الشخصي.
وفقا للباحث إدوارد بوجورسكي: انه يمكن لتكنولوجيا المعلومات والاتصالات وتكنولوجيا الاتصالات أن تكون أداة قوية للتعلم الشخصي لأنها تتيح للمتعلمين الوصول إلى الأبحاث والمعلومات، وتوفر آلية للتواصل والمناقشة وتسجيل إنجازات التعلم. ومع ذلك، قد لا يقتصر التعلم الشخصي على التقنيات أو البيئات الرقمية. في الخطاب حول مهارات القرن الحادي والعشرين، وغالبًا ما يكون التعلم الشخصي معادلًا بـ «التخصيص» (كما هو موجود في عالم الأعمال)، ومع التخصيص الرقمي المستخدم لإطار تجربة التعلم على أنها عالية الكفاءة. وإشكالية في هذا هو خصم المساحة المتعلقة والمبنية اجتماعيا وقد تم تحديدها جيدا في البحث على التعلم. وقد ضاق التعلم الشخصي إلى شكله الرقمي الذي قد يثير أيضًا القلق من تأثير غرفة الصدى التي أنشئت في التجارب الشخصية (المفرطة) عبر الإنترنت.

## التصميم التعليمي
ويقول مؤيدو التعلم الشخصي أن العديد من العناصر المناهج والتقييم والتصميم التعليمي ويجب أن تكون موجودة في الفصول الدراسية للطلاب للنجاح وغالبًا ما تستخدم أنظمة البرمجيات لإدارة وتسهيل التدريس الذي يقودة الطلاب. ويجادل بعض المؤيدون في أن أنشطة التعلم في الفصول الدراسية يجب أن تبنى على المعرفة المسبقة للطلاب ويحتاج المعلمون إلى تخصيص وقت للتدريب. ويجادل المؤيدون بأنه يجب على المعلمين تقييم ما يتعلمه الطلاب باستمرار وفقًا لمعايير وأهداف محددة بشكل واضح ومدخلات الطلاب في عملية التقييم جزءا ضئيلا. 

## منح
وكما هو مذكور أعلاه في خطة تكنولوجيا التعليم الوطنية الأمريكية لعام 2017، «انه يشير التعلم الشخصي إلى التعليم الذي قد يتم فيه تحسين وتيرة التعليم والنهج التعليمي لاحتياجات كل متعلم.» والتقديم هو عملية يمكن من خلالها تحقيق ذلك. ويُعد التقديم، كما هو محدد بواسطة Julie Kallio ، «انه اجتماعًا منتظمًا وموجهًا نحو الهدف بين المعلم والطلاب حيث انهم يتحدثون عن تقدم التعلم والعملية والمنتجات». ولذلك قد يُعد التقديم، وبكل بساطة، انه الطريقة لتقديم تعليقات أكثر تخصيصًا.
ويتطلب التعلم في أي سياق شكلاً من أشكال التغذية الراجعة. ولكن في المدارس، يُنظر إلى هذه الملاحظات بالكامل بشكل تقريبي على أنها المعلم الذي يقدم ملاحظات للطالب. وان تُفهم فكرة تقديم التغذية الراجعة لتعزيز تعلم الطلاب بشكل أفضل في إطار «منطقة التنمية القريبة» أو ما يعرف بـ ZPD. وقد قام عالم النفس ليف فيجوتسكي بتعريف الـ ZPD على أنه «المسافة بين مستوى النمو الفعلي كما قد تم تحديده من خلال حل المشاكل المستقلة وبين مستوى التطورالمحتمل كما قد تم تحديده من خلال حل المشاكل تحت إشراف الكبار أو بالتعاون مع أقران أكثر قدرة». وبشكل أوضح، فإن الطالب لديه مستوى معين يمكنه تحقيقه بنفسه ولكن إن تم دعمة فإنه قادر على تحقيق مستوى أعلى من التعلم. ومع ذلك، قد لا يزال هناك مستوى لا يمكن للطالب الوصول إليه، بغض النظر عن الدعم المقدم له. وعلى سبيل المثال، قد يعمل الطلاب على إضافة رقمين. وقد توفر لهم معرفتهم الحالية بالفعل بعض المهارات للانتقال إلى إضافة ارقام ثلاثية دون أي مساعدة. ومع ذلك، إذ تم تعريف الطالب على عملية الضرب، فإنه سيحتاج إلى مساعدة لفهم أن عملية الضرب هي الطريقة الأسرع لتمثيل نفس الرقم الذي يتم إضافته إلى نفسه لعدد محدد من المرات. وحيث تحدث هذه المساعدة هو ZPD للطالب. حتى مع المساعدة، فإنه ليس من المعقول توقع أن يتعلم الطالب كيفية حل مشكلة حساب التفاضل والتكامل.وان النضال من أجل المعلمين هو كيفية تقديم المقدار المناسب من المساعدة لكل طالب. وإذا قدم المعلم معلومات إلى الفصل بأكمله بسرعة كبيرة، فسيتم ترك بعض الطلاب وراءهم في المحاولة لمعرفة الخطوات الأولى. ولكن على العكس من ذلك، إذا قدم المعلم معلومات إلى الفصل بأكمله ببطء شديد، فسسينتهي بعض الطلاب بسرعة وسوف يبقون الوقت المتبقي دون القيام بأي شيء. ويعد المؤتمر أداة قد استخدمها المعلمون للمساعدة في التقليل من هذه المشكلة.
ولقد اكتسبت المشاورة أول مكانة بارزة في الكتاب واحد لواحد: فإنه يعتبر فن من فنون التشاور مع الكتّاب الشباب من قبل لوسي كالكنز وأماندا هارتمان ووزوي رايدر وايت. وفي الكتاب، قد وصفت كالكنز وزملاؤها كيف أن ورش عمل الكتابة الفعالة للطلاب شملت مؤتمرات الكتابة الفردية (التشاور)، انه حيث يجلس المعلمون ويتحدثون مع طلابهم حول كتاباتهم. ووفقًا للكتّاب، «قد يمكن أن يمنحنا المؤتمر القوة التي تجعل بعض دروسنا وتطوير المناهج الدراسية وتقييمنا وكل شيء آخر أكثر قوة. فإنه يمنحنا موردا لا ينتهي من تعليم الحكمة، ومصدر لا ينتهي للمساءلة، ونظام الضوابط والتوازنات. ويعطينا الضحك والاتصال الإنساني والتفاهم أطفالنا الذين يعطون الروح لتعاليمنا». ويعتقد كالكنز أن هناك ثلاثة مكونات رئيسية لكل جلسة من جلسات المؤتمر: البحث والقرار والتدريس. وقد ركز البحث على مكان وجود الطالب في كتاباته الحالية، وقرر أن يساعد المعلم على اختيار ما يتم تدريسه للطالب، وسوف يستخدم التدريس النماذج والممارسة الإرشادية لتعزيز تعلم الطلاب. وفي كتابهما ورشة الكتابة ، ولقد أضافت كاتي وود راي وليستر لاميناك مكونًا رابعًا حيث يقوم الطالب و / أو المعلم بوصف الجزء التعليمي «بعمل سجل». ويمكن التفكير في هذا النموذج المعدل من حيث: البحث والقرار والتدريس والتسجيل. انه قد تم توثيق فوائد استخدام التشاور في بضع دراسات.
ويمكن باستخدام نهج دراسة حالة أسلوب المزج في مراقبة مجموعة من الطلاب في الصف الرابع ، وقد طرح Javaye Devette Stubbs السؤال التالي: «كيف يؤدي تنفيذ عقد واحد لواحد إلى تقوية مهارات التفكير العليا لدى الطلاب الذين يعانون من صعوبات في القراءة؟»  وانتهت نتائج الاختبار السابق إلى أنه «حتى أولئك الذين يعانون من صعوبات في القراءة قد أظهروا مكسبًا كبيرًا في مهارات التفكير العليا». وفي دراسة منفصلة، وهو درس المعلم أنتوني سميث قد اثبت فاعلية استخدام مؤتمر الكتابة بين المعلم والطالب لمتعلمي اللغة الإنجليزية (ELLs). وبملاحظة طالبين كانا ELLs في الفصل الدراسي للصف الثاني يعملون على مشروع كتاب، وقد وجد سميث أن العمل الناتج «انه يبدو مشابهًا لما يتم إنتاجه من قبل الناطقين باللغة الإنجليزية». ويقترح سميث لاحقًا أن نجاح الطالبين كان مرتبطًا إلى حد كبير بمؤتمرات الكتابة وقد واصل القول إن مؤتمرات الكتابة هي «قلب عملية الكتابة، ومع أخذ ذلك في الاعتبار، فإن إمكانيات مؤتمرات الكتابة بين المعلم والطالب قد أصبح واضحا».
ويمكن تلخيص المعلومات السابقة في ثلاث عوامل رئيسية وهي. أولاً، يعتمد بناء معرفة الطالب على المستوى الحالي للمعرفة لدى الطالب ونوع الدعم الذي قد يمكن ان يقدمه. ثانيًا، ويُعد التقديم نموذجًا يمكن أن يوفر دعم الطلاب من خلال عملية منظمة مكونة من أربعة أجزاء. ثالثًا، قد ثبت أن تشاور الطلاب يزيد من تعلم الطلاب في القراءة والكتابة.

## النقاش
وقد كتب آندي هارجريفز ودينيس شيرلي أنه على الرغم من وجود بعض المزايا في قدرة الطلاب على الوصول إلى المعلومات عبر الإنترنت على الفور، إذا فلا ينبغي لهم أن يخطئوا في مثل هذه العمليات لأنها «شيء أعمق وأكثر تحديًا وأكثر ارتباطًا بالقضايا المهمة في عالمهم وحياتهم».
ولقد كتب المحاضر ألفي كون أنه في حين قد يبدو التعلم الشخصي بمثابة إستراتيجية مفيدة للتعليم، إلا أنه في الممارسة العملية يتعلق فقط ببيع منتجات التكنولوجيا. وقد جادل بأن التعلم الشخصي يعد إستراتيجية لتعديل التعليم على وجه الخصوص مع الاحتياجات والمهارات الفريدة للأطفال، على حد قوله، ولكنه في الحقيقة يعني فقط «تعديل مستوى الصعوبة في التمارين الجاهزة التي قد قامت على المهارات والبناءً على درجات اختبار الطلاب.. وقد يتطلب شراء برنامج من إحدى تلك الشركات التي يمكنها تحمل تكاليف إعلانات الصفحة الكاملة في أسبوع التعليم». وفي حين أن «بعض أشكال التكنولوجيا يمكننا ان نستخدمها لدعم التعليم التقدمي»، وقد كتب كون، «... إن التعلم الهادف والشخصي لا يمكن ان يتطلبا أبدًا التكنولوجيا. ولذلك، فإذا تم تقديم فكرة مثل التخصيص من البداية كبرنامج أو على الشاشة فستتبع ذلك، فيجب أن نكون متأكدين بشأن من المستفيد حقًا.» 

## الخطوات التالية للبحث في التعلم الذاتي
د. سيزاري جارسيا-دلمورو  قد دافع في بحثه عن التعلم الشخصي للباحثين الآخرين لمواصلة ضمان صوت المعلم في دراساتهم لبرامج التعلم الشخصي كوسيلة لتحسين هذه البرامج للمعلمين والطلاب. ولكن بالإضافة إلى ذلك، انه قد ينبغي إجراء المزيد من الدراسات التي تركز على المدارس الأخرى المنخفضة SES لتنفيذ التعلم الشخصي. وعلاوة على ذلك، قد يحتاج المانحون الذين يقدمون لتطوير التعلم الشخصي إلى اتخاذ بحث جديد للتأكد من أنهم يتبرعون للبرامج التي من الممكن ان تفيد جميع الطلاب بما في ذلك أولئك الذين ينتمون إلى الفئات السكنية الضعيفة (الطلاب في التعليم الخاص والطلاب الناشئين ثنائي اللغة والطلاب ذوي المستوى المنخفض الوضع الاجتماعي والاقتصادي)، وليس فقط الطلاب القادرين على التوجيه الشخصي. وفي البحث المستقبلي، ولكن من المهم الاستمرار في دراسة هذه المدارس التي قد تقوم بتجربة التعلم الشخصي لمعرفة كيفية تغيير احتياجاتها بمرور الوقت. ونظرًا إلى ذلك ان هذه البرامج قد لا تزال جديدة نسبيًا، وسيكون من المفيد فهم تصورات المعلمين الذين قد يستخدمون هذه البرامج لمدة خمس سنوات أو أكثر لمواصلة مساعدة المدرسين ومواقع المدارس عندما ينضجون في استخدامهم الشخصي للتعلم. وبالإضافة إلى ذلك فإن البحث الذي يقارن تصور المعلم للتعلم الشخصي والمقارنة بالنتائج الأكاديمية للطلاب سيكون مفيدًا بمجرد أن تتغلب المدارس الجديدة على التعلم الشخصي في عامها الخامس من التنفيذ.

## روابط خارجية
- الاتحاد الأوروبي - برنامج الحياة الطويلة
- الاتحاد الأوروبي - مشروع Grundtvig LeadLab نسخة محفوظة 8 أغسطس 2011 على موقع واي باك مشين.
- دليل التعلم المخصص النهائي - عناصر التعليم